# Taris, roi de l'eau
Pour les articles homonymes, voir Taris.
Pour plus de détails, voir Fiche technique et Distribution.
Taris, roi de l'eau (ou La Natation par Jean Taris) est un court métrage documentaire français réalisé par Jean Vigo en 1931 sur le champion de natation Jean Taris.
Ce film est remarquable pour les innovations techniques utilisées par Vigo, dont des gros plans et des images ralenties sur le corps du nageur.

## Synopsis
Taris ou la Natation est un court métrage documentaire réalisé par Jean Vigo en 1931, mettant en scène le champion français de natation Jean Taris. Le film, tourné à la piscine de l’Automobile-Club de France, présente les mouvements techniques du nageur : départs, battements de jambes, mouvements des bras, respiration, virages, le tout filmé tant en surface que sous l’eau. L’usage de hublots permet à Vigo de capter des plans sous-marins innovants pour l’époque. À travers une mise en scène à la fois pédagogique et poétique, Vigo détaille les différentes nages – brasse, crawl, dos crawlé – à l’aide de ralentis et d’effets visuels. La narration introduit également des éléments humoristiques et oniriques : une femme tente de nager « en chambre » sur un tabouret, Taris marche sur l’eau, puis, tout habillé, semble saluer les spectateurs depuis les profondeurs du bassin,.

## Fiche technique
- Titre : Taris ou la natation
- Réalisation : Jean Vigo
- Scénario : Jean Vigo
- Photographie : Boris Kaufman
- Montage : Jean Vigo
- Société de production : Gaumont-Franco-Film-Aubert (« Journal Vivant »)
- Lieu de tournage : Piscine de l’Automobile Club de France, Paris
- Format : Noir et blanc – Sonore – 35 mm
- Genre : Documentaire sportif
- Durée : 9 minutes
- Pays d’origine :  France
- Année de production : 1931
- Date de sortie : 1931
- Interprète principal : Jean Taris (dans son propre rôle)

## Production
Le film est produit à la demande de Germaine Dulac, alors directrice de production au sein de la Gaumont-Franco-Film-Aubert (G.F.F.A.), dans le cadre de la collection de courts métrages documentaires intitulée « Le Journal vivant », consacrée aux sciences, arts et sports. Jean Vigo, recommandé par Dulac après le succès de À propos de Nice, accepte la commande malgré son absence totale de connaissances sur la natation. Il réalise un découpage en 24 heures, accepté par ses producteurs. 
Le tournage se déroule en janvier 1931 à la piscine de la rue de l’Élysée, équipée de hublots pour filmer les scènes sous-marines. Prévu pour deux ou trois jours, le tournage s’étend sur une semaine en raison des difficultés techniques liées à l’éclairage sous l’eau. Vigo effectue un premier montage de 80 mètres (soit environ 3 minutes), mais sur demande de Constantin Morskoï, responsable de la série, il l’allonge à 300 mètres avec l’aide du réalisateur Jean Arroy. 
Malgré sa qualité formelle, le film est peu apprécié par Vigo lui-même, qui n’en retient que les séquences aquatiques. Il s'agit néanmoins de sa première expérience sonore, où il parvient à synchroniser bruit de l’eau et voix humaine sans mixage, et à exprimer, en dix minutes, une esthétique et une sensibilité singulières,.